# روبرتو اولابي
روبرتو اولابي (بالإسبانية: Roberto Olabe del Arco) هو لاعب كرة قدم إسباني في مركز central midfielder ‏، ولد في 5 مايو 1996 في شلمنقة في إسبانيا. لعب مع أتلتيكو مدريد ب وأتلتيكو مدريد وإكستريمادورا يونيون ديبورتيفا وديبورتيفو لاكورونيا وريال سوسيداد ب ونادي ألباسيتي ونادي ألكوركون ونادي إيبار ونادي تونديلا.

## وصلات خارجية
- روبرتو اولابي على موقع قاعدة بيانات كرة القدم.إي يو (الإنجليزية)
- روبرتو اولابي على موقع Soccerway.com (الإنجليزية)
- روبرتو اولابي على موقع AS.com (الإسبانية)